# 164 (عدد)
164 هو عدد صحيح. طبيعي بين 163 و165

## في الرياضيات

### خصائص
الرقم 164 يوازي صفر في دالة ميرتنز
- 164عدد زوجي
- 164عدد ناقص